# Pendleton, Greater Manchester
Pendleton är en stadsdel i Salford, i distriktet Salford, i grevskapet Greater Manchester, i England. Pendleton var en civil parish från 1866 till 1919 då den blev en del av Salford. Denna civil parish hade 78 783 invånare år 1911.